# Daïra d'Oum Toub
La daïra d'Oum Toub est une circonscription administrative algérienne située dans la wilaya de Skikda. Son chef-lieu est situé sur la commune éponyme d'Oum Toub.

## Communes
La daïra est composée d'une seule commune: 
- Oum Toub